# Ituna Bon Accord n.º 246
Ituna Bon Accord n.º 246 es un municipio rural canadiense situado en la provincia de Saskatchewan.

## Superficie
Ituna Bon Accord n.º 246 tiene una superficie de 788,73 km².

## Demografía
En 2021, tenía 327 habitantes, una densidad poblacional de 0,4 hab./km², y 148 viviendas.